# Johannes Süßemann
Johannes Süßemann, auch Süßmann (* um 1700; † nach 1766 wahrscheinlich in Hildesheim) war ein Hildesheimer Bildschnitzer des Barock und Rokoko. Er schuf Statuen und Altäre für verschiedene Kirchen der Region. 

## Leben
Süßemann wohnte in der Hildesheimer Neustadt und ist zwischen 1746 und 1766 in den Kirchenbüchern der St.-Godehard-Pfarrei erwähnt. Er heiratete 1744 Eva Maria Meyer, nach deren Tod 1749 Adolphina Stolten und, nachdem auch sie gestorben war, 1766 Maria Franziska Bleibgetreu. 1747 wurde der Sohn Johann Josef, 1750 der Sohn Joachim Ludwig geboren. Für Johann Heinrich Süßmann, offenbar ein jüngerer Verwandter, war er 1754 und 1759 Trauzeuge.
Süßemanns Stil steht dem von Ernst Dietrich Bartels nahe. Einige Bartels zugeschriebene Werke stammen vielleicht ganz oder teilweise von Süßemann.

## Werke

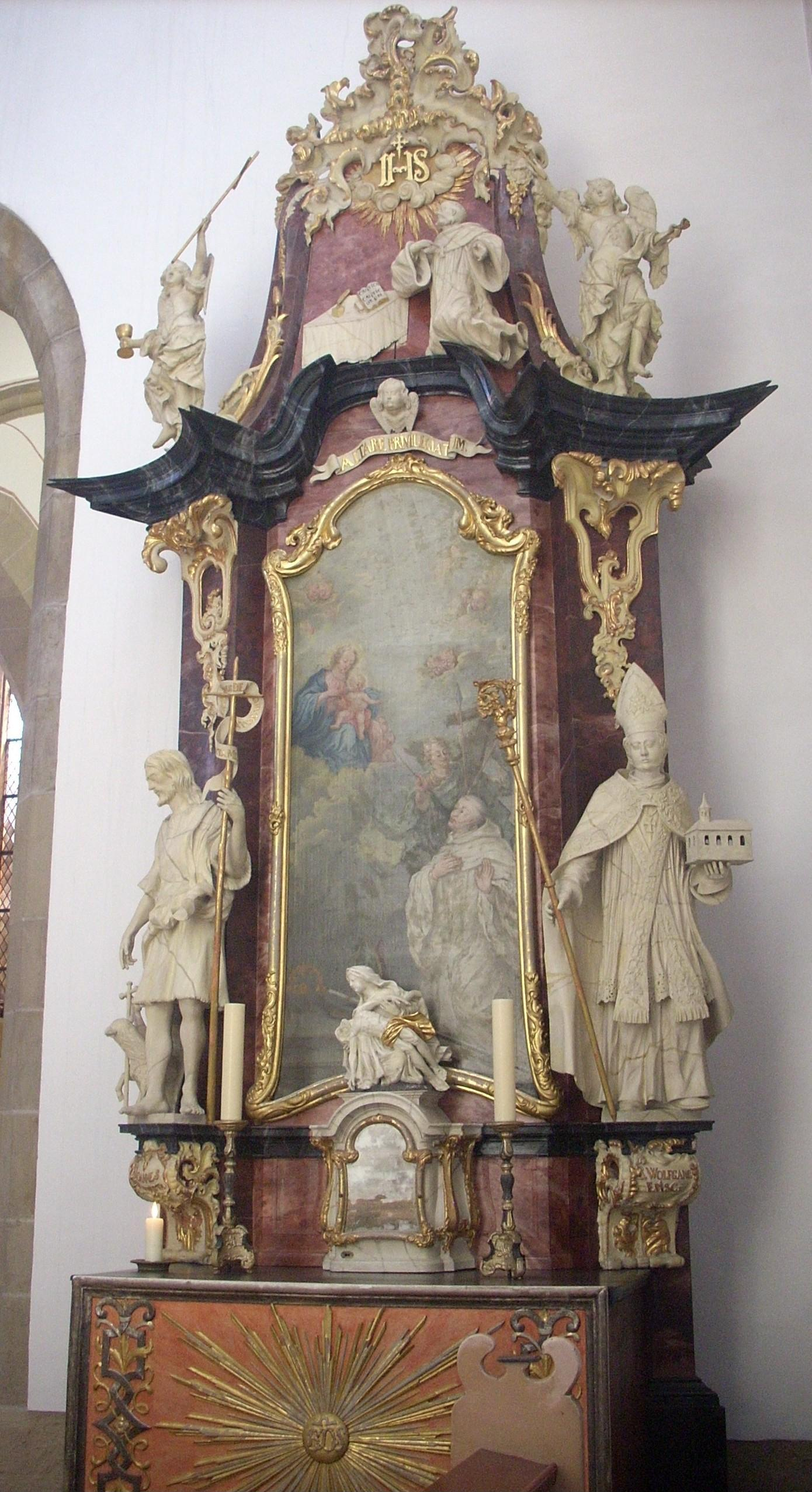
Hildesheim, Klosterkirche Marienrode, südlicher Seitenaltar

Die Zuschreibung ist vielfach unsicher. Wichtige Belege liefert eine Skizzensammlung, die aus Süßemanns Nachlass in die Bibliotheca Beverina kam.
Friedrich Bleibaum nimmt Süßemanns Urheberschaft an für:
- Altarschranken des Barockaltars der St.-Jakobi-Kirche, Hildesheim[4]
- Statue Johannes des Täufers mit Taufschale und Lamm, Kreuzkirche, Sehnde[3]
- Altäre der St.-Hubertus-Kirche, Burg Wohldenberg[5]
- Kreuzaltar und Marienaltar der Antoniuskirche beim Hildesheimer Dom[6]
- Kommunionbank der Klosterkirche Marienrode (Skizze von 1752 im Skizzenbuch)[7]
- Seitenaltäre der Klosterkirche Marienrode[8]
- Orgelprospekt und Emporenbrüstung der Klosterkirche Marienrode[9]
- Kartusche über dem Portal der Ratsapotheke Hildesheim[10]